# Lufttransportkommando
Das Lufttransportkommando (kurz LTKdo, zunächst als Lufttransportkommando der Bundeswehr bezeichnet) war von 1961 bis 2010 eine Dienststelle der Luftwaffe, die für die Führung der Lufttransportkräfte der Luftwaffe verantwortlich war. Die operationelle Führung der deutschen Transportflieger ging mit der Auflösung auf das multinationale European Air Transport Command über.

## Geschichte

### Aufstellung
Das Lufttransportkommando wurde 1961, zunächst als eine sogenannte einsatzkoordinierende Dienststelle des Luftwaffenamts, in Köln-Wahn vom vorherigen Kommodore des Lufttransportgeschwaders 61, Alfons Vonier, aufgestellt, der offiziell die Dienststellung eines „Inspizienten der Transportflieger“ innehatte und als Leiter des Vorauskommandos fungierte. Diesem Kommando unterstanden die Lufttransportgeschwader, die Flugbereitschaft sowie die Luftrettungsstellen bei der Durchführung der Aufträge, truppendienstlich waren sie den entsprechenden Luftwaffendivisionen unterstellt. 1965 führte das Lufttransportkommando der Bundeswehr das erste Mal geschwaderübergreifend Kräfte in einem Hilfseinsatz, zunächst im Januar in Algerien und Ende März in Mauretanien.

### Umgliederung
Da sich die Unterstellung der Geschwader unter unterschiedliche Divisionen nicht bewährt hatte, gliederte die Luftwaffe die Dienststelle 1968 zu einem Fachkommando auf Divisionsebene um, das nunmehr allein Lufttransportkommando hieß. Ihm unterstanden vier Lufttransportverbände, zwei Luftrettungsstellen sowie die ebenfalls mit Transall C-160 ausgerüstete Flugzeugführerschule „S“ in Wunstorf. Erster Kommandeur des Kommandos wurde Kurt Kuhlmey.

### 1971–1990
Zum 1. Februar 1971 erfolgte der Umzug an den endgültigen Standort Münster in Westfalen; Kommandeur wurde im gleichen Jahr Werner Guth, der das Kommando 1977 an Horst Rudat übergab. 1987 wurde das Lufttransportkommando dem Luftwaffenunterstützungskommando, 1992 dann dem Luftflottenkommando, dem späteren Luftwaffenführungskommando, unterstellt.

### Auflösung
Mit der Aufstellung des European Air Transport Command (EATC) in Eindhoven (Niederlande) zum 1. Juli 2010 ging die operative Führung der Luftfahrzeuge zum größten Teil an das EATC, das Lufttransportkommando wurde mit Ablauf des 31. Dezember 2010 aufgelöst. Die Umgliederung geschah, um die vorhandenen europäischen Transportkapazitäten optimal auszunutzen und etwaige Paralleleinsätze zu vermeiden. Die Führung der Flugbereitschaft des Bundesministeriums der Verteidigung mit den Flugaufträgen für den parlamentarischen Bereich und des im Aufbau befindlichen Hubschraubergeschwader 64 sowie die Wahrnehmung nationaler Aufgaben, wie der Such- und Rettungsdienst, bleiben in Verantwortung der deutschen Luftwaffe.
Truppendienstlich wurden die Lufttransportverbände ab 1. Juli 2010 der 1. Luftwaffendivision (LTG 61, LTG 62 und die Flugbereitschaft des Bundesministeriums der Verteidigung) und 4. Luftwaffendivision (LTG 63) zugeordnet, zum 31. Dezember 2010 wurde das Lufttransportkommando aufgelöst.

## Einsätze
Das Lufttransportkommando war verantwortlich für die Koordination aller Lufttransporteinsätze der Bundeswehr, für Search-and-Rescue-Einsätze (SAR) und für den Transport von Politikern durch die Flugbereitschaft des Bundesministeriums der Verteidigung. Damit unterstützte es unter anderem die militärischen Einsätzen im Kosovo und in Bosnien und Afghanistan und trug zu humanitärer Hilfe in Somalia, Osttimor und Kambodscha bei. Innerhalb Deutschlands standen bis zu acht Hubschrauber in Bereitschaft, um bei Unglücken eingesetzt zu werden. So wurden zum Beispiel die Rettungsflüge beim ICE-Unfall von Eschede vom LTKdo koordiniert. Die rund 6.300 Soldaten und Zivilbeschäftigten unterhielten zuletzt 96 Starr- und 85 Drehflügler, größtenteils Transall C-160D und Bell UH-1D.

## Zugeordnete Verbände
Dem LTKdo waren im Laufe seines Bestehens die Flugzeugführerschule „S“, die Hubschrauberführerschule der Luftwaffe „HFSLw“ (1975 aufgelöst), die Lufttransportgeschwader 61, 62, 63, das Hubschraubertransportgeschwader 64 und die Flugbereitschaft des Bundesministeriums der Verteidigung nachgeordnet. Daneben führte es die SAR-Leitstellen Nord und Süd als Vorgänger der SAR Leitstelle Luftwaffe, die Geophysikalische Beratungsstelle und die Transportversuchsstaffel Transall. Fachdienstlich und für den Einsatz unterstand dem LTKdo von 1991 bis 1993 auch das Lufttransportgeschwader 65.

## Standort

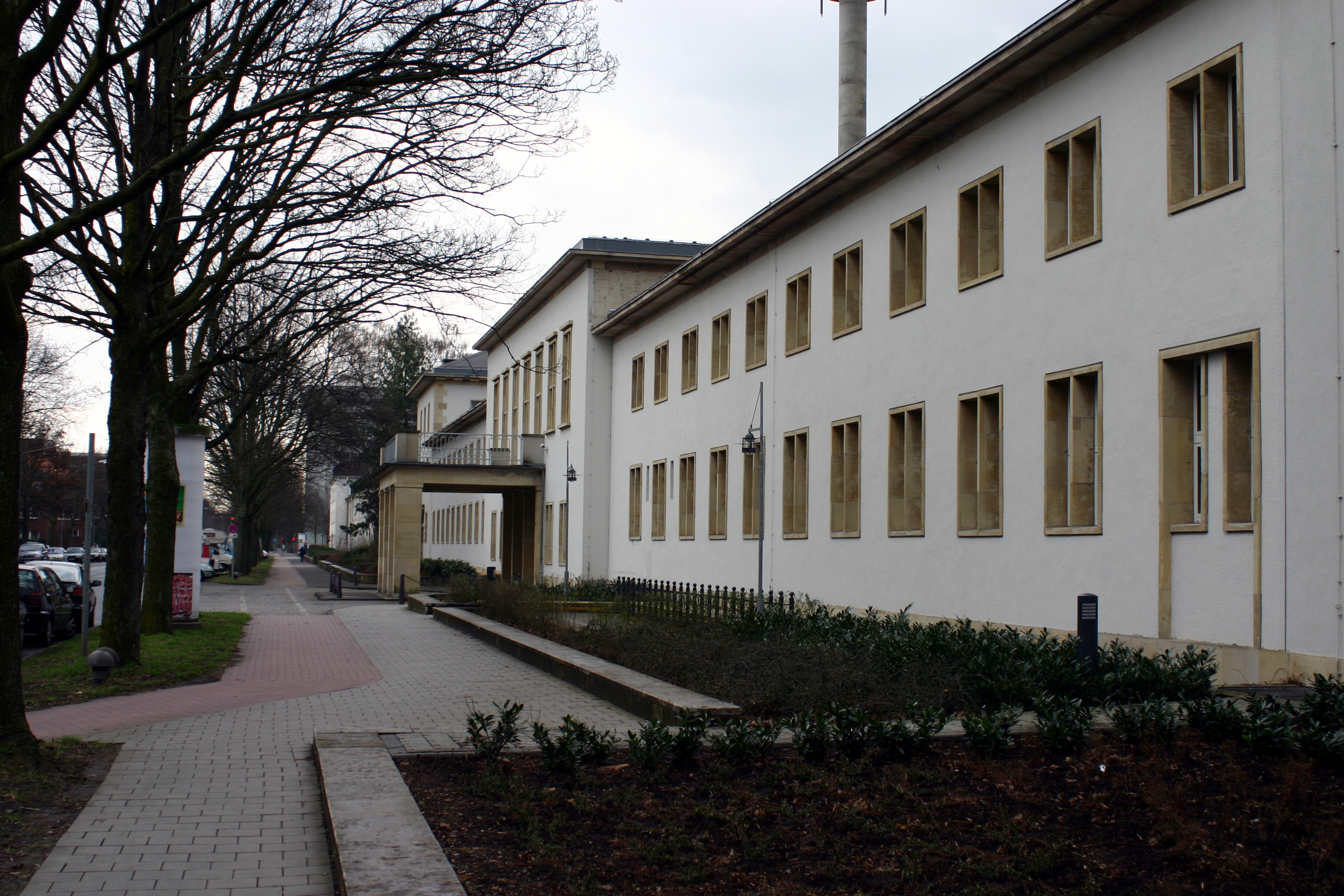
Ehemaliger Sitz des Lufttransportkommandos

Das Lufttransportkommando befand sich zunächst in Köln/Wahn, zuletzt in Münster in Westfalen an der Ecke Hohenzollernring/Manfred-von-Richthofen-Straße. Dort war es in den Räumlichkeiten des ehemaligen Luftgaukommandos VI untergebracht. Das Gebäude wurde 1935/1936 von Ernst Sagebiel erbaut und blieb im Zweiten Weltkrieg nahezu unbeschädigt.

## Kommandeure
Das Lufttransportkommando wurde von einem Kommandeur im Dienstgrad Generalmajor geführt.